# Эндерби снаружи (роман)
«Эндерби снаружи» — роман английского писателя Энтони Бёрджесса. Вышел в 1968 году.

## Сюжет
В бармене Пигги Хогге нежданно оживает творческий дар прежнего Эндерби — его желание и способность писать стихи. Сталкиваясь со всеобщей профанацией искусства, он бежит на Восток, где отдает всё, включая вновь обретённое имя, за возможность работать со словом. Волны времени забирают у поэта даже кровного врага, и они же дарят ему, словно Афродиту, юную музу нового времени.